# No One Makes It on Her Own
No One Makes It on Her Own – singel szwedzkiego duetu Roxette wydany 28 listopada 2011 roku promujący album Charm School. Został wydany tylko w Niemczech jako promocyjny.

## Lista utworów
- Promotional CD Germany

1. „No One Makes It on Her Own” (Radio Edit) – 3:29